# Lost in France
«Lost in France» (en español: «Perdido en Francia») es una canción grabada por la cantante galesa Bonnie Tyler. Fue lanzado como un sencillo en septiembre de 1976 por RCA Records, escrita por sus productores y compositores Ronnie Scott y Steve Wolfe. «Lost in France» fue el segundo sencillo y el primero que tuvo éxito en la carrera de Tyler, que incluyó en su álbum debut The World Starts Tonight (1977). 
Las letras representan a Tyler en un deslumbramiento debido al amor. La canción fue elogiada por la crítica, aunque algunos prefirieron su siguiente sencillo «More Than a Lover» por su carácter polémico. «Lost in France» fue un éxito, alcanzó su punto máximo llegando al número dos en Sudáfrica, y también fue un Top 20 en otros seis países.

## Antecedentes
Bonnie Tyler fue descubierta por el cazatalentos Roger Bell en The Townsman Club, en Swansea, cantando la canción de Ike & Tina Turner «Nutbush City Limits» en 1975. Tyler fue invitada a Londres para grabar algunos demos. Después de haber pasado meses, Tyler recibió una llamada telefónica de RCA Records, que le ofreció un contrato de grabación.
«My My! Honeycomb» fue lanzado como sencillo en el Reino Unido en abril de 1976, pero no tuvo éxito. Cuatro meses más tarde, «Lost in France» fue lanzado como el siguiente sencillo. Poco después del lanzamiento de la canción, Tyler se sometió a una operación para extirpar los nódulos de las cuerdas vocales. Su médico le ordenó que no hablase durante seis semanas, pero Tyler no siguió las recomendaciones de su médico y quedó con una cualidad rasgada permanente en su voz.«Lost in France» es una canción Country pop con una longitud de tres minutos y cincuenta y cuatro segundos.

## Posicionamiento en listas
En la semana que terminó el 30 de octubre de 1976, «Lost in France» entró en el UK Singles Chart semanas después de su lanzamiento inicial. Dos semanas más tarde, la canción alcanzó el Top 40, alcanzando el número veintidós. «Lost in France» siguió escalando hasta que se alcanzó el número nueve el 27 de noviembre, manteniendo la posición durante dos semanas. El sencillo permaneció un total de diez semanas en la lista de sencillos del Reino Unido.

## Respuesta de la crítica
El Sydney Morning Herald describió la canción como la «canción stand-out» de The World Starts Tonight.

## Presentaciones en vivo
La primera promoción de televisión de Tyler con «Lost in France» tuvo lugar en Top of the Pops en 4 de noviembre de 1976.
Tyler interpreta «Lost in France» en vivo en Zaragoza, España, en 2005. La interpretación fue grabada y lanzada en un álbum de Tyler llamado Bonnie Tyler en vivo (2007) y el DVD que acompaña Bonnie on Tour (2007).

## Lista de canciones
Disco de vinilo'
1. «Lost in France» — 4:03
2. «Baby I Remember You» — 3:19

## Posicionamiento en las listas y certificaciones
| País (1976)                           | Mejor posición |
| ------------------------------------- | -------------- |
| Alemania (Offizielle Deutsche Charts) | 3              |
| Australia (ARIA)                      | 18             |
| Austria (Ö3 Austria Top 40)           | 12             |
| Bélgica (Flandes) (Ultratop 50)       | 21             |
| Bélgica (Valonia) (Ultratop 50)       | 35             |
| Países Bajos (Dutch Top 40)           | 24             |
| Países Bajos (Mega Single Top 100)    | 20             |
| Reino Unido (UK Singles Chart)        | 9              |
| Sudáfrica (Springbok Radio)           | 2              |
| Suecia (Sverigetopplistan)            | 13             |

## Otras versiones
- Los suecos Dansband Wizex, realizaron la canción en 1977, con Kikki Danielsson en la voz principal. La canción fue posteriormente reeditada en el álbum de Danielsson vie (2006).[21]
- Chris Conti grabó una versión dance de «Lost in France» como sencillo, lanzado en 1995.[22]